# 旧桜井家
旧桜井家（きゅうさくらいけ）は、岐阜県各務原市にある1871年（明治4年）に養蚕農家（桜井家）の住宅として建てられた家である。各務原市の重要有形民俗文化財に指定されている。
2011年度に保存修復工事が計画されたが、工事費用の問題等で中止となった。以降は部分修繕などで保存管理をしている。老朽化が著しく、2021年現在、屋内非公開となっている。

## 所在地
- 岐阜県各務原市鵜沼三ツ池町6-329（炉畑遺跡公園敷地内）

## 建物概要
- 間口18.7m、奥行9.5mの入母屋造、平入り。
- 屋根は現在はトタンに覆われているが元は藁葺き。
- 間取は四八（よはち・8畳間4つ）・仏間（2畳）・隠居部屋（4畳）・土間（玄間と炊事場）・三尺廊下（南北両側）・馬屋で、この地方の裕福な自作農家の典型。
- 仏間・床の間の床は一段高くなっている。
- 床の間の框（床畳の側面を隠す水平材）や粗壁は美濃地方の農家の中では珍しい。
- 土間の梁は弓なりの形をした曲梁（まがりはり）。
- 天井は部屋の機能によって造り分けられている。
  - 座敷　竿縁（さおぶち）天井
  - 台所　格子天井、根太（ねた）天井
  - あがりはな　簀の子（すのこ）天井

## 歴史
- 1871年（明治4年） - 各務原市三ツ池の養蚕農家（桜井家）の住宅として建てられる。
- 1891年（明治24年） - 濃尾大地震で倒壊。
- 1899年（明治32年） - 倒壊前に使用していた古材を利用し再建。
- 1976年（昭和51年） - 旧所有者の桜井家の住宅新築に伴い、現在地に移築される。（移築の際に建物の向きが南向きから東向きになる）
- 1976年9月16日（昭和51年） - 各務原市の重要有形民俗文化財に指定される。

## アクセス
- 各務原市ふれあいバス 稲羽線「弓道場前」バス停下車、徒歩7分。
- 名古屋鉄道各務原線 二十軒駅下車、徒歩15分。
- JR高山本線 各務ケ原駅下車、徒歩25分。

## 駐車場（炉畑遺跡公園の駐車場）
- 第1駐車場　大型バス3台、普通車17台
- 第2駐車場　普通車34台

※駐車料金無料。

## 公開時間および公開日
- 開園時間 午前8時30分～午後5時00分
- 休園日 月曜日～金曜日（祝日を除く）、年末年始（12月28日～翌年1月3日）
- 入場料無料。